# Copa Panamericana de Hockey sobre césped masculino de 2009
La III Copa Panamericana de Hockey sobre césped Masculino de 2009 se celebró en Santiago de Chile (Chile) entre el 7 al 15 de marzo de 2009. El ganador obtuvo una plaza en el mundial y el subcampeón clasificó al repechaje mundial.
Canadá se consagró campeón por primera vez tras ganarle a Estados Unidos en la gran final 2-1 mientras que Argentina se quedó con la medalla de bronce al vencer a Chile 4-0 en el partido por el tercer puesto.

## Grupos
| Grupo A           | Grupo B |
| ----------------- | ------- |
| Argentina         | Brasil  |
| Trinidad y Tobago | Canadá  |
| Uruguay           | Chile   |
| Estados Unidos    | México  |

## Primera fase

### Grupo A
| Equipo            | J | G | E | P | GF | GC | DG  | PTS |
| ----------------- | - | - | - | - | -- | -- | --- | --- |
| Argentina         | 3 | 3 | 0 | 0 | 33 | 0  | +33 | 9   |
| Estados Unidos    | 3 | 2 | 0 | 1 | 13 | 11 | +2  | 6   |
| Trinidad y Tobago | 3 | 1 | 0 | 2 | 13 | 11 | +2  | 3   |
| Uruguay           | 3 | 0 | 0 | 3 | 0  | 37 | -37 | 0   |

- Resultados

| Fecha | Hora¹ | Partido           | Partido | Partido           | Resultado |
| ----- | ----- | ----------------- | ------- | ----------------- | --------- |
| 07.03 | 10:00 | Argentina         | -       | Uruguay           | 18-0      |
| 07.03 | 12:00 | Trinidad y Tobago | -       | Estados Unidos    | 3-4       |
| 08.03 | 12:00 | Uruguay           | -       | Estados Unidos    | 0-9       |
| 08.03 | 14:00 | Trinidad y Tobago | -       | Argentina         | 0-7       |
| 10.03 | 12:00 | Argentina         | -       | Estados Unidos    | 8-0       |
| 10.03 | 16:00 | Uruguay           | -       | Trinidad y Tobago | 0-10      |

### Grupo B
| Equipo | J | G | E | P | GF | GC | DG  | PTS |
| ------ | - | - | - | - | -- | -- | --- | --- |
| Chile  | 3 | 2 | 1 | 0 | 19 | 5  | +14 | 7   |
| Canadá | 3 | 2 | 1 | 0 | 20 | 7  | +13 | 7   |
| México | 3 | 1 | 0 | 2 | 14 | 15 | -1  | 3   |
| Brasil | 3 | 0 | 0 | 3 | 2  | 28 | -26 | 0   |

- Resultados

| Fecha | Hora¹ | Partido | Partido | Partido | Resultado |
| ----- | ----- | ------- | ------- | ------- | --------- |
| 07.03 | 14:00 | Canadá  | -       | Brasil  | 10-1      |
| 07.03 | 17:00 | Chile   | -       | México  | 7-2       |
| 08.03 | 16:00 | Brasil  | -       | México  | 1-9       |
| 08.03 | 18:00 | Chile   | -       | Canadá  | 3-3       |
| 10.03 | 14:00 | Canadá  | -       | México  | 7-3       |
| 10.03 | 18:00 | Brasil  | -       | Chile   | 0-9       |

### 5 al 8 Puesto
| Fecha | Hora¹ | Partido           | Partido | Partido | Resultado |
| ----- | ----- | ----------------- | ------- | ------- | --------- |
| 12.03 | 15:00 | Trinidad y Tobago | -       | Brasil  | 9-0       |
| 12.03 | 17:30 | México            | -       | Uruguay | 9-0       |

### 7 Puesto
| Fecha | Hora¹ | Partido | Partido | Partido | Resultado |
| ----- | ----- | ------- | ------- | ------- | --------- |
| 15.03 | 09:30 | Brasil  | -       | Uruguay | 3-1       |

### 5 Puesto
| Fecha | Hora¹ | Partido           | Partido | Partido | Resultado |
| ----- | ----- | ----------------- | ------- | ------- | --------- |
| 15.03 | 12:00 | Trinidad y Tobago | -       | México  | 5-3       |

## Segunda fase

### Semifinales
| Fecha | Hora¹ | Partido        | Partido | Partido | Resultado |
| ----- | ----- | -------------- | ------- | ------- | --------- |
| 14.03 | 14:00 | Argentina      | -       | Canadá  | 3-4       |
| 14.03 | 16:30 | Estados Unidos | -       | Chile   | 2-1       |

### 3 Puesto
| Fecha | Hora¹ | Partido   | Partido | Partido | Resultado |
| ----- | ----- | --------- | ------- | ------- | --------- |
| 15.03 | 14:30 | Argentina | -       | Chile   | 4-0       |

### Final
| Fecha | Hora¹ | Partido | Partido | Partido        | Resultado |
| ----- | ----- | ------- | ------- | -------------- | --------- |
| 15.03 | 17:00 | Canadá  | -       | Estados Unidos | 2-1       |

| Campeón de la Copa Panamericana 2009 |
| ------------------------------------ |
| Canada Primer Título                 |

## Clasificación general
- 1°  Canadá
- 2°  Estados Unidos
- 3°  Argentina
- 4°  Chile
- 5°  Trinidad y Tobago
- 6°  México
- 7°  Brasil
- 8°  Uruguay

## Clasificados al Mundial 2010 y al Repechaje Mundial 2010
| Bandera de Canadá | Bandera de Estados Unidos |
| Canadá            | Estados Unidos            |
| ----------------- | ------------------------- |